# Capanna Ribia
Die Capanna Ribia (deutsch: Ribiahütte) ist eine Selbstversorgerhütte auf der Alpe di Ribia unterhalb des Rosso di Ribia in der Gemeinde Onsernone im Vergelettotal in den Tessiner Alpen. Sie ist Schutzhütte und Etappenort auf der Via Alta Vallemaggia.

## Beschreibung
Die Hütte liegt auf 1996 m ü. M. im Vergeletto, einem Seitental des Onsernonetals,  und wurde 1993 eingeweiht.

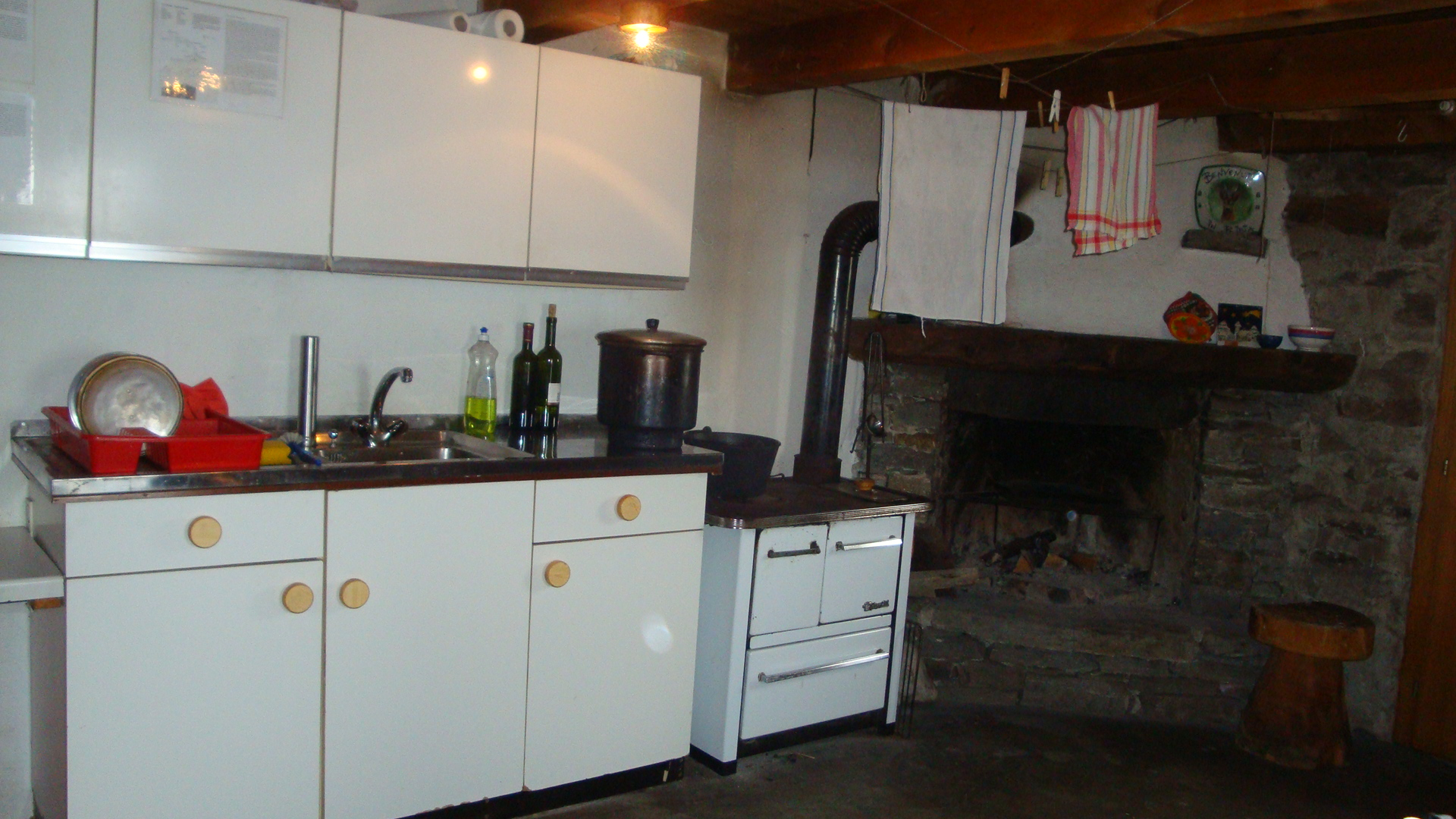
Capanna Ribia Innenraum

Die Hütte besteht aus einer Etage mit einem Speisesaal für 15 Personen und besitzt Holz- und Gasherd mit Kochutensilien. Sie wird mit Sonnenkollektoren beleuchtet. Es gibt einen Schlafraum. Im grossen Aussenbereich hat es Tische und einen Brunnen. 

## Zustieg
- Von Pièi (1076 m ü. M.) kann die Hütte in 3 Stunden Gehzeit erreicht werden (Schwierigkeitsgrad T3). Pièi ist mit dem Auto erreichbar.
- Von  Vergeletto (905 m ü. M.) in 3 ½ Stunden (T3). Vergeletto ist mit öffentlichen Verkehrsmitteln erreichbar.

## Wanderung
- Laghetti dell'Uomo Tondo (2241 m ü. M.) in 1 Stunde (T3).

## Übergänge zu benachbarten Hütten
- Capanna Alzasca 2 Stunden
- Capanna Alpe d'Arena 3 Stunden
- Capanna Alpe Salei 4 Stunden
- Capanna Grossalp 7 Stunden